# Adam Taubitz
Adam Taubitz (Chorzów, 7 de outubro de 1967) é um músico alemão de jazz e música clássica.  Ele é talvez mais conhecido por seu trabalho com o Berlin Philharmonic Jazz Group, que ele fundou em 1999, e com o Aura Quartett.

## Jazz e pop
- Mythen (Daniel Schnyder) (Koch/Schwann, 1991)
- Tarantula (Daniel Schnyder) (Enja, 1992–1996)
- Alive in Montreux (Stephan Kurmann Strings) (TCB, 1996)
- Okan Laye (Stephan Kurmann Strings) (TCB, 1998)
- Lange Nacht des Jazz (The Berlin Philharmonic Jazz Group/Helmut Brandt (Musiker)|Helmut Brandt's Mainstream Orchestra) – IPPNW-Concerts (2001)
- Die Kraft Der Emotionen (Dagmar Herzog/Berlin International Orchestra) (DMH GmbH, 2001)
- Jazzkonzert in der Philharmonie Berlin, (The Berlin Philharmonic Jazz Group & Thomas Quasthoff) – IPPNW-Concerts (2002)
- Milster (Angelika Milster & The Berlin International Orchestra) (EMI Electrola GmbH, 2002)
- Esperanza (Her Majesty's Sound) – Sonic Content (EMI, 2004)
- Daniel Schnyder (*1961) (MGB, 2011)
- "Entre Ciel Et Terre" ("Belleville", Heiner Althaus, Matthias Baldinger und Florenz Hunziker) (2013)
- World of Strings - "Pyhä" (MGB/Musiques Swisses, 2014)
- Compulsion "Dahaana" (Unit, 2015)

## Música clássica
- Peter Escher: Ein Portrait des Komponisten (Aura Quartett) – Ars musica (1996)
- Edward Elgar: Klavierquintett op.84 und Streichquartett op.83 (Aura Quartett) – Koch Discover (1997)

### Música para filmes
- 1996: Beyond Silence – Regie: Caroline Link
- 2013: Das Kleine Gespenst - Regie: Alain Gsponer
- 2014: Labyrinth of Lies – Regie: Giulio Ricciarelli
- 2015: Heidi – Regie: Alain Gsponer